# Pianura del Kura-Aras

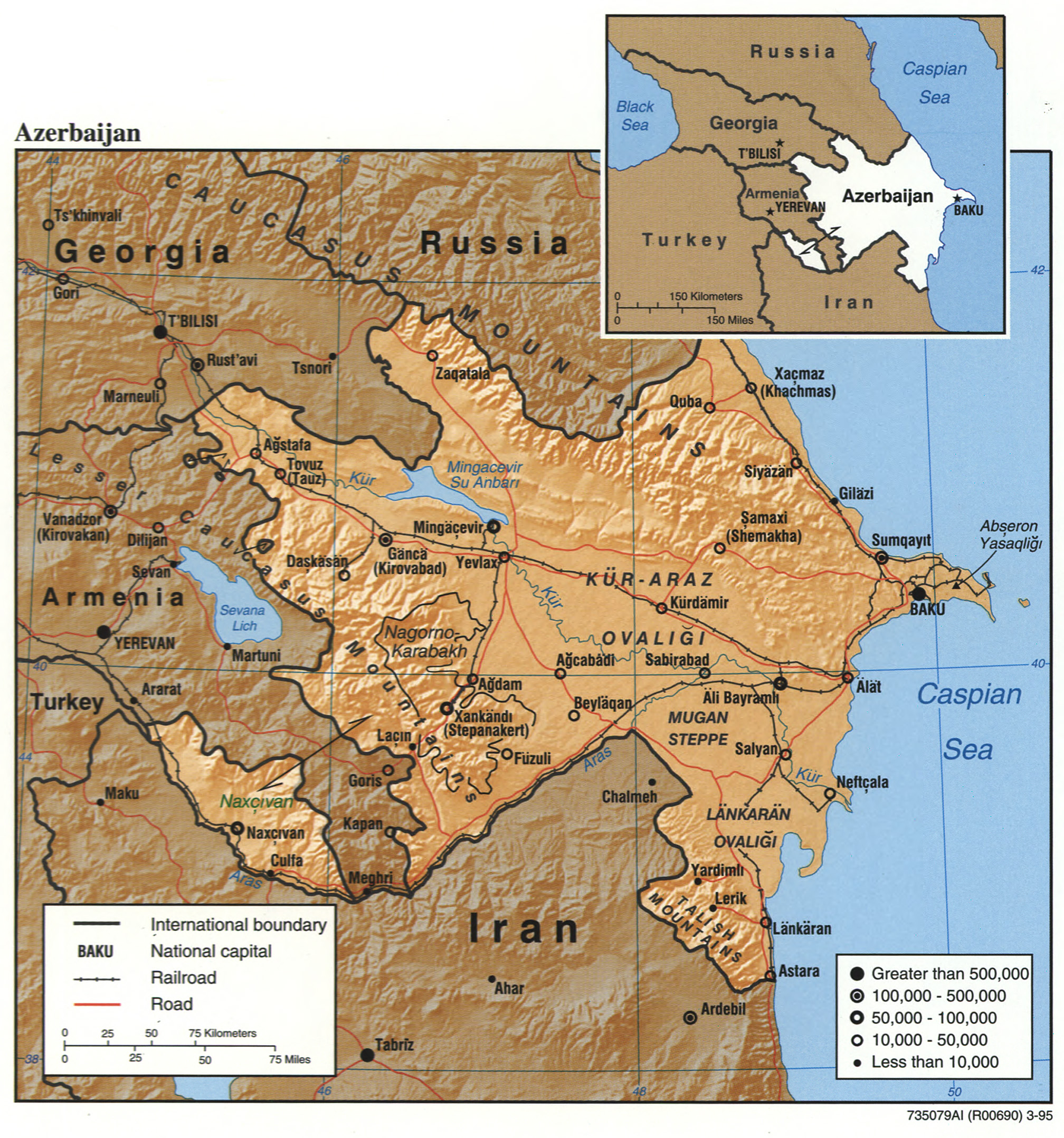
La pianura del Kura-Aras al centro della carta dell’Azerbaigian.

La pianura del Kura-Aras (in azero  Kür-Araz ovalığı; in russo Кура-Аракская низменность?, Kura-Arakskaja inzmennost') è una vasta distesa quasi completamente pianeggiante situata nella parte centrale dell’Azerbaigian, nella valle attraversata dai fiumi Kura e Aras, a ovest della città di Baku.

## Geografia
La pianura del Kura-Aras è situata sulla costa occidentale del mar Caspio. Ha una forma caratteristica, con le sue due grandi valli del fiume Kura a nord e del suo affluente principale Aras a sud. Verso est l’altitudine, già scarsa, diminuisce ancora, e la pianura si perde nella depressione caspica, bagnata dal mare omonimo. La pianura ha una lunghezza di 250 km e una larghezza di 150 km, ma la sua superficie aumenta costantemente a causa dei sedimenti alluvionali trasportati dai fiumi frutto delle erosioni a monte. A nord è delimitata dalla catena del Caucaso, a ovest dal Piccolo Caucaso e a sud dai monti Talish. Ancora più a sud, la pianura di Länkäran si spinge fino alla città di Astara, al confine con l’Iran.
A causa dell’isolamento storico e culturale di questa regione, parti più piccole di questa grande pianura hanno ricevuto loro nomi propri; riconosciamo, pertanto, il Karabakh, il Mugansk, la steppa di Mil e la steppa di Shirvan.
La pianura si è formata a partire dalle alluvioni accumulatesi nelle valli dei due fiumi. In essa predomina un paesaggio semidesertico secco dal clima subtropicale. A est il paesaggio è costituito per lo più da paludi e saline. Nelle zone alluvionali gli alberi maggiormente rappresentati sono il salice, il pioppo e l’olmo della Cina. Nelle terre irrigate vengono coltivati melograni, mandarini, cachi, ciliegi e guava.